# آنتراکوسور
آنتراکوسور (نام علمی: Anthracosaurus) نام یک سرده از شاخه طنابداران است.